# Edward Lamson Henry
Edward Lamson Henry, né le 12 janvier 1841 à Charleston en Caroline du Sud et mort le 11 mai 1919 à Ellenville dans l'État de New York est un peintre américain.

## Biographie

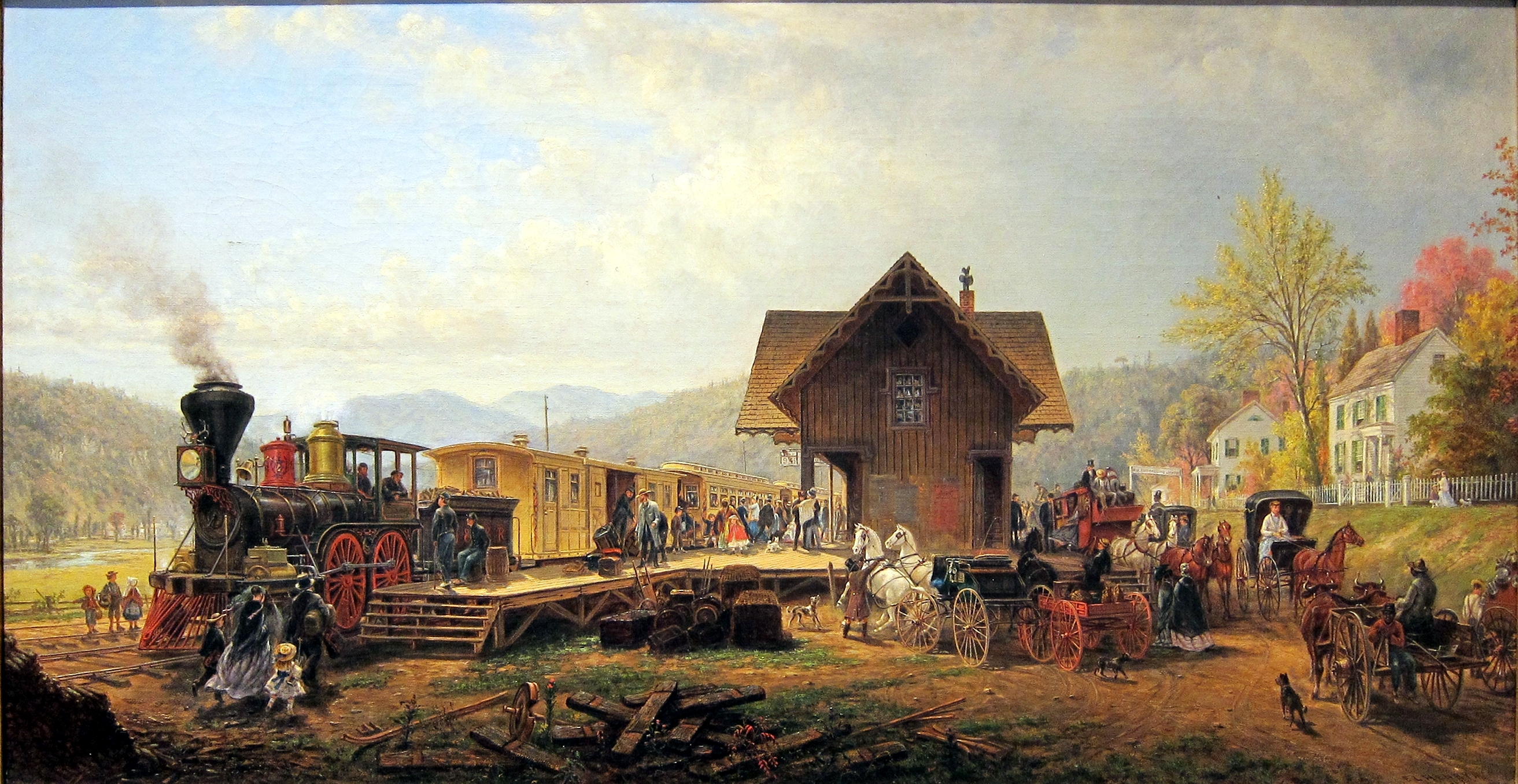
The 9:45 accomodation (1867)

Ayant perdu ses parents à l'âge de sept ans, Edward Lamson Henry est recueilli par des cousins à New York. C'est là qu'il s'initie à la peinture avant de poursuivre ses études à l'Académie des beaux-arts de Pennsylvanie à Philadelphie à partir de 1858. En 1860, il part pour Paris où il étudie avec Charles Gleyre et Gustave Courbet.
De retour aux États-Unis en 1862, il participe à la guerre de Sécession qui inspire beaucoup de ses premiers travaux. Après la guerre, il rejoint Winslow Homer au Tenth Street Studio Building à Greenwich Village. En 1869, il est reçu à l'Académie nationale de dessin de New York.
En 1875, Edward Lamson Henry épouse Frances Livingston Wells. En 1884, le couple s'installe à Cragsmoor, dans les montagnes Catskill, où il participe à la fondation d'une colonie d'artistes.